# Muslo
El muslo humano, también conocido como la región femoral o crural, es el segundo segmento de la extremidad inferior o pelviana, entre la cintura pelviana por arriba y la pierna por abajo. Muslo y pierna se articulan en la rodilla.

## Huesos del muslo
El hueso del muslo o fémur es el hueso largo de la parte superior de la pierna que conecta los huesos de la parte inferior de la pierna (articulaciones de la rodilla) con el hueso pélvico (articulación de la cadera). La parte inferior de la pierna consta de dos huesos: la tibia y el peroné, que es el hueso más pequeño.

## Músculos del muslo
- Compartimento anterior
  - cuádriceps femoral o crural
    - Vasto intermedio
    - Vasto medial
    - Vasto lateral
    - Recto femoral

  - Sartorio
  - Músculo pectíneo
- Compartimento medial
  - Músculo aductor mayor del muslo
  - Músculo aductor largo del muslo
  - Músculo aductor corto del muslo
  - Músculo grácil
- Compartimento posterior (isquiotibiales)

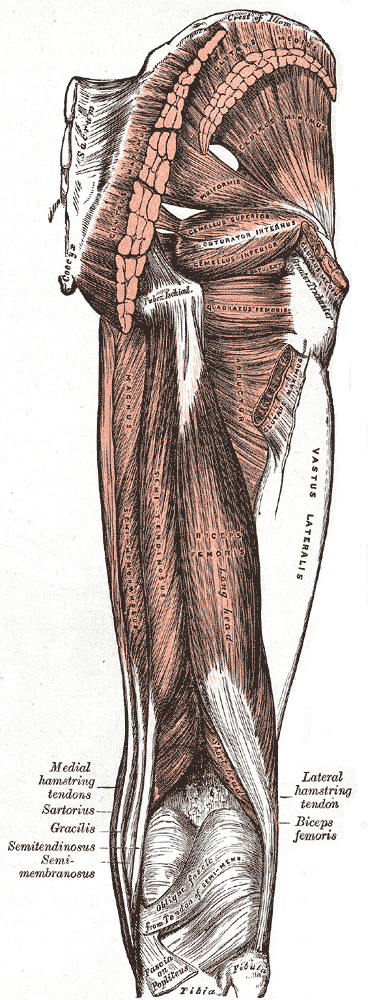
Vista posterior

  - Músculo semimembranoso
  - Músculo semitendinoso
  - Músculo bíceps femoral

## Vasos sanguíneos y linfáticos del muslo
- Arterias
  - Arteria femoral
  - Arteria femoral profunda
  - Arteria circunfleja femoral media
- Venas
  - Vena femoral
  - Vena safena mayor
- Linfáticos
  - Poplíteos
  - Inguinales

## Nervios del muslo
- Plexo lumbar
- Nervio ciático
- Nervio femoral
- Ilioinguinal
- Iliohipogástrico
- Cutáneo femoral lateral
- Genito femoral
- Nervio obturador
- Cutáneo del muslo